# تشسکه مزیریتشی
تشسکه مزیریتشی (به چکی: České Meziříčí) یک منطقهٔ مسکونی در جمهوری چک است که در ناحیه ریخنوف ناد کنیژنوو واقع شده‌است.